# Trachylepis pendeana
Trachylepis pendeana — вид сцинкоподібних ящірок родини сцинкових (Scincidae). Ендемік Центральноафриканської Республіки.

## Поширення і екологія
Trachylepis pendeana відомі з типової місцевості, розташованої в околицях Пенде на північному заході ЦАР, можливо, також зустрічаються в сусідніх районах Чаду. Вони живуть в кам'янистих саванах та серед скель.